# Ricania eximia
Ricania eximia är en insektsart som först beskrevs av Melichar 1898.  Ricania eximia ingår i släktet Ricania och familjen Ricaniidae. Inga underarter finns listade i Catalogue of Life.